# Pinelema liangxi
Espèce
Synonymes
- Telema liangxi Zhu & Chen, 2002

Pinelema liangxi est une espèce d'araignées aranéomorphes de la famille des Telemidae.

## Distribution
Cette espèce est endémique du Guizhou en Chine,. Elle se rencontre dans la grotte Liangxi dans le xian de Libo dans la préfecture autonome buyei et miao de Qiannan.

## Description
Le mâle holotype mesure 1,11 mm et la femelle paratype 1,42 mm.

## Étymologie
Son nom d'espèce lui a été donné en référence au lieu de sa découverte, la grotte Liangxi.

## Publication originale
- Zhu & Chen, 2002 : A new cave spider of the genus Telema from China (Araneae: Telemidae). Acta Zootaxonomica Sinica, vol. 27, no 1, p. 82-84.